# 莫斯卡倫基 (蘇梅區)
51°4′15″N 34°14′47″E / 51.07083°N 34.24639°E
莫斯卡倫基（烏克蘭語：Москаленки）是位於烏克蘭東北部的村莊，由蘇梅州蘇梅區的比洛皮利亞市鎮負責管轄。該村處於庫亞尼夫卡和什塔尼夫卡附近，海拔高度151米，2001年人口592。